# Halleröd
Halleröd is een plaats in de gemeente Göteborg in het landschap Bohuslän en de provincie Västra Götalands län in Zweden. De plaats heeft 118 inwoners (2005) en een oppervlakte van 10 hectare. De plaats ligt op het eiland Hisingen en wordt omringd door bos. Vlak langs het dorp lopen de Europese weg 6 en de rivier de Göta älv en de Europese weg 45 loopt direct aan de overzijde van de eerder genoemde rivier. De stad Göteborg ligt ongeveer tien kilometer ten zuiden van Halleröd.